# Laingsburg Local Municipality
Laingsburg (englisch Laingsburg Local Municipality, afrikaans Laingsburg Plaaslike Munisipaliteit) ist eine Lokalgemeinde im Distrikt Central Karoo der südafrikanischen Provinz Westkap. Der Sitz der Gemeindeverwaltung befindet sich in Laingsburg. Bürgermeister ist Ricardo Louw.
Benannt ist die Gemeinde nach John Laing, Kommissar der Krone im Kabinett Cecil Rhodes.

## Städte und Orte
- Bergsig
- Goldnerville
- Laingsburg
- Matjiesfontein

## Nachbargemeinden
Laingsburg grenzt im Nordosten an Beaufort West, im Osten an Prince Albert, im Süden an Kannaland, im Westen an Langeberg (alle Provinz Western Cape) und im Nordwesten an Karoo Hoogland (in der Provinz Northern Cape).

## Bevölkerung
Im Jahr 2011 hatte die Gemeinde 8289 Einwohner auf einer Gesamtfläche von 8784,5 km² und war damit nach Bevölkerung die kleinste Gemeinde der Provinz. Von den Einwohnern waren 79 % Coloured, 13,3 % weiß und 7 % schwarz. Gesprochen wurde zu 90,1 % Afrikaans, zu 1,6 % Englisch und zu 1,2 % isiXhosa.